# 吹奏楽曲
吹奏楽曲（すいそうがくきょく）は、主に管楽器と打楽器からなる吹奏楽編成の楽団によって演奏されるために作曲された楽曲。

## 概要
吹奏楽曲は、主に以下のようなジャンル分けができる。
- 行進曲
- 演奏会用序曲
- 組曲、交響組曲
- 交響詩
- 交響曲
- 協奏曲

曲名に、作曲者によって明確にジャンルを謳っている楽曲は、上述のようなジャンル分けが可能である一方で、それを明示しておらず、曲の内容から鑑みた場合にこれらの分野の中間的な存在の作品もある。
吹奏楽の歴史的な背景から、吹奏楽曲は、 音楽ホールの舞台で演奏されることを想定したものばかりでなく、機会音楽として屋外の特設ステージなどで演奏されるものや、マーチングバンドや鼓笛隊などによって行進しながら演奏されるものも多い。
演奏に際しては、指揮者を用いることが一般的である。

## 主な作曲家と楽曲
作曲家の生年順に並べている。
- 1685年 ヘンデル - 「王宮の花火の音楽」
- 1734年 ゴセック - 「軍隊交響曲」、「葬送行進曲」、「古典序曲」など
- 1784年 L.シュポーア - 「ノットゥルノ op.34」
- 1770年 ベートーヴェン - 「ヨルク軍団行進曲」、「行進曲『帰営ラッパ』」、「軍隊行進曲」など
- 1803年 ベルリオーズ - 「葬送と勝利の大交響曲」
- 1809年 メンデルスゾーン - 「吹奏楽のための序曲」
- 1813年 R・ワーグナー - 「葬送音楽」、「忠誠行進曲」
- 1835年 サン＝サーンス - 「行進曲『東洋と西洋』作品25」、「軍隊行進曲『ナイル川の岸辺』」、「連合国行進曲」など
- 1844年 リムスキー＝コルサコフ - 「トロンボーンと吹奏楽のための協奏曲」「オーボエと吹奏楽のための『グリンカの主題による変奏曲』」「クラリネットと   　　吹奏楽のためのコンツェルトシュトゥック」
- 1854年 スーザ - 「星条旗よ永遠なれ」、「ワシントン・ポスト」など
- 1856年 J・F・ワーグナー - 「双頭の鷲の旗の下で」など
- 1860年 パレス - 「序曲『リシルド』」
- 1864年 タイケ - 「旧友」など
- 1867年 ケクラン - 「民衆の祭りのためのコラール」
- 1868年 瀬戸口藤吉 - 「軍艦行進曲」など
- 1870年 フローラン・シュミット - 「ディオニソスの祭り」、「セラムリク」
- 1872年 ヴォーン・ウィリアムズ - 「イギリス民謡組曲」、「トッカータ・マルツィアーレ」など
- 1872年 フチーク - 「剣闘士の入場」など
- 1874年 ホルスト - 「吹奏楽のための第1組曲」、「吹奏楽のための第2組曲」「前奏曲とスケルツォ『ハマースミス』」など
- 1874年 シェーンベルク - 「主題と変奏」
- 1881年 アルフォード - 「ボギー大佐」など
- 1881年 ミャスコフスキー - 「交響曲第19番」など
- 1881年 フォーシェ - 「吹奏楽のための交響曲」
- 1882年 ストラヴィンスキー - 「管楽器のシンフォニー」、「ピアノと管楽器のための協奏曲」、「サーカス・ポルカ」
- 1882年 グレインジャー - 「リンカーンシャーの花束」など
- 1891年 プロコフィエフ - 「行進曲変ロ長調 作品99」など
- 1892年 オネゲル - 「バスティーユへの行進」など
- 1892年 ミヨー - 「フランス組曲」など
- 1894年 ロバート・R・ベネット - 「シンフォニック・ソング」、「古いアメリカ舞曲による組曲」など
- 1895年 ジェイコブ - 「ウィリアム・バード組曲」など
- 1895年 ヒンデミット - 「吹奏楽のための演奏会用音楽」、「吹奏楽のための交響曲 変ロ調」
- 1900年 コープランド - 「戸外の序曲（野外序曲）」、「象徴」
- 1900年 ヴァイル - 「小さな三文音楽」
- 1903年 ジャンニーニ - 「交響曲第3番」など
- 1905年 ティペット - 「モザイク」、「勝利」
- 1905年 ショスタコーヴィチ - 「スカルラッティの2つの小品」、「ソヴィエト民警行進曲」
- 1907年 須摩洋朔 - 「歓声」「大空」など
- 1909年 古関裕而 - 「栄冠は君に輝く」、「スポーツショー行進曲」、「オリンピック・マーチ」など
- 1910年 W・シューマン - 「ジョージ・ワシントン・ブリッジ」、「 ニューイングランド三部作」など
- 1910年 H・O・リード - 「メキシコの祭り」など
- 1913年 M・グールド - 「ファンファーレ・フォー・フリーダム」、「ジェリコ」、「ウェストポイント交響曲」など
- 1913年 デロ＝ジョイオ - 「ハイドンの主題による幻想曲」、「ルーブルからの情景」など
- 1913年 伊福部昭 - 「古典風舞曲『吉志舞』」、「ブーレスク風ロンド」
- 1915年 パーシケッティ - 「ディヴェルティメント」、「交響曲第6番」など
- 1916年 夏田鐘甲 - 「吹奏楽のためのファンタジー」など
- 1918年 大栗裕 - 「吹奏楽のための小狂詩曲」、「吹奏楽のための『神話』」、「仮面幻想」など
- 1919年 ネリベル - 「交響的断章」、「フェスティーボ」、「世の終わりへの行進」など
- 1921年 A・リード - 「アルメニアン・ダンス」（パート1、パート2）、「春の猟犬」、「ロシアのクリスマス音楽」など
- 1923年 メニン - 「カンツォーナ」など
- 1923年 C・ウィリアムズ - 「交響組曲」「ファンファーレとアレグロ」「交響的舞曲第3番『フィエスタ』」など
- 1924年 團伊玖磨 - 「祝典行進曲」、「新・祝典行進曲」など
- 1925年 早川博二 - 「アイヌの輪舞」など
- 1928年 ヒダシュ - 「吹奏楽のための交響曲『セーブ・ザ・シー』」など
- 1929年 間宮芳生 - 「マーチ『カタロニアの栄光』」、「ベリーを摘んだらダンスにしよう」など
- 1929年 ネルソン - 「ロッキー・ポイント・ホリデー」、「パッサカリア」、「エピファニー（主顕祭）」など
- 1930年 グルダ - 「チェロと吹奏楽のための協奏曲」
- 1932年 C・T・スミス - 「フェスティヴァル・ヴァリエーション」、「華麗なる舞曲」、「ルイ・ブルジョアの讃美歌による変奏曲」など
- 1932年 チャンス - 「呪文と踊り」、「朝鮮民謡の主題による変奏曲」など
- 1932年 東海林修 - 「ディスコ・キッド」など
- 1933年 三善晃 - 「クロス・バイ・マーチ」、「吹奏楽のための『深層の祭』」など
- 1933年 ゴトコフスキー - 「炎の詩」、「耀かしい交響曲」など
- 1933年 W・F・マクベス - 「マスク」、「カント」、「水夫と鯨」など
- 1933年 K.ペンデレツキ- 「ピッツバーグ序曲」、「エントラータ」、「ブルレスケ組曲」
- 1935年 兼田敏 - 「シンフォニック・バンドのためのパッサカリア」、「嗚呼!」など
- 1935年 保科洋 - 「カンティレーナ」、「風紋」など
- 1937年 藤田玄播 - 「行進曲『若人の心』」、「幻想曲『幼い日の想い出』」など
- 1938年 フラク - 「キルケニー狂詩曲」、「イスラエルの挨拶」、「パリへの夜間飛行」など
- 1939年 ジェイガー - 「シンフォニア・ノビリッシマ」、「ヒロイック・サーガ」など
- 1941年 浦田健次郎 - 「プレリュード」、「マーチ・オーパス・ワン」など
- 1943年 池辺晋一郎 - 「ランドスケイプ」、「胎動の時代」など
- 1943年 シュワントナー - 「…そしてどこにも山の姿はない」、「暗黒の一千年」など
- 1945年 ホルジンガー - 「春になって、王達が戦いに出るに及んで」、「大空への挑戦」、「バレエ・サクラ」など
- 1946年 田中賢 - 「メトセラI〜打楽器群と吹奏楽のために」、「始原I」など
- 1946年 松尾善雄 - 「童夢」、「行進曲『虹色の風』」、「パクス・ロマーナ」など
- 1947年 スウェアリンジェン - 「センチュリア」、「アヴェンテューラ」、「コヴィントン広場」、「シーゲート序曲」「英雄は我が傍らに」など
- 1948年 北爪道夫 - 「祈りの旅」など
- 1949年 バーンズ - 「アルヴァマー序曲」、「詩的間奏曲」、「百年祭祝典序曲」、「交響曲第3番」など
- 1949年 小長谷宗一 - 「スター・パズル・マーチ」、「マーチ・ザ・ナイン」、交響詩「空の精霊たち」など
- 1949年 藤掛廣幸 - 「協奏的序曲」、「白鳳狂詩曲」、「ロックンマーチ」など
- 1949年 真島俊夫 - 「波の見える風景」、「三つのジャポニスム」、「三日月に架かるヤコブのはしご」「コーラル・ブルー〜沖縄民謡「谷茶前」の主題による交響的印象〜」など
- 1951年 スパーク - 「ジュビリー序曲」、「宇宙の音楽」、「オリエント急行」、「暗闇から光へ」など」
- 1953年 菅野由弘 - 「吹奏楽のための『環状列石—Stonhenge』」
- 1953年 デ・メイ - 「交響曲第1番『指輪物語』」、「交響曲第2番『ビッグ・アップル』」など
- 1956年 ヴァン・デル・ロースト - 「コンテストマーチ『マーキュリー』」、「コンサートマーチ『アルセナール』」、「プスタ〜4つのジプシー・ダンス」、「祝典序曲『オリンピカ』」など
- 1956年 マー - 「エンデュランス」、「交響詩『空高く舞う鷹』」、「イントゥ・ジ・エアー!」など
- 1956年 天野正道 - 「おほなゐ 〜1995.1.17 阪神淡路大震災へのオマージュ〜」、「エクスピエイション」、「交響組曲『GR』よりシンフォニックセレクション」など
- 1956年 木下牧子 - 「序奏とアレグロ」、「シンフォニア」、「パルセイション」など
- 1956年 内藤淳一 - 「吹奏楽のためのインヴェンション第1番」、「マーチ・グリーン・フォレスト」、「式典のための行進曲『栄光をたたえて』」、「ブライアンの休日」など
- 1957年 メリロ - 「ゴッドスピード!」、「アメリカの騎士」、「プラトンの洞窟からの脱出」など
- 1958年 R・W・スミス - 「船乗りと海の歌（海の男達の歌）」、「交響曲第1番『神曲』」、「天空への挑戦」など
- 1958年 グレーアム - 「ハリソンの夢」、「ゲールフォース」、「ザ・レッド・マシーン」、交響曲「モンタージュ」など
- 1958年 ティケリ - 「アメリカン・エレジー」、「ポストカード」、「ブルー・シェイズ」、「交響曲第2番」、など
- 1960年 伊藤康英 - 「吹奏楽のための交響詩『ぐるりよざ』」、「管楽器のためのソナタ」など
- 1960年 山内雅弘 - 「架空の伝説のための前奏曲」など
- 1961年 チェザリーニ - 「アルプスの詩」、「ビザンティンのモザイク画」、「ブルー・ホライズン」など
- 1961年 ルディン - 「ドルイド〜ある神話の記憶」「詩のない歌」など
- 1961年 田嶋勉 - 「WISH for wind orchestra」、「エアーズ」など
- 1962年 南俊明 - 「マーチ『春風』」、「憧れの街」など
- 1964年 長生淳 - 「翠風の光」、「幸いの龍」、「楓葉の舞」、「トリトン」、「香り立つ刹那」など
- 1965年 鈴木英史 - 「吹奏楽の為の『虹色の海』」、「ライフ・ヴァリエーションズ〜生命と愛の歌〜」、「カントゥス・ソナーレ」など
- 1966年 ドス - 「シダス」、「アウローラ」、「アルピナ・サガ」など
- 1966年 フェラン - 「交響曲第2番『キリストの受難』」、「交響的挿話『エルクレスの塔』」、「シンクロニカ組曲」など
- 1967年 O・シュワルツ - 「ノストラダムス」、「フォー・ザ・ネクスト・サウザンド」、「モンブラン」など
- 1967年 山口淳 - 「散華」
- 1968年 田村文生 - 「饗応夫人」、「かわいい女」、「残酷メアリー」など
- 1970年 酒井格 - 「森の贈り物」、「おおみそか」、「大仏と鹿」、「たなばた」など
- 1970年 ライニキー - 「セドナ」、「激流の中へ」、「ここに鷲は舞い上がる」、「神々の時代」など
- 1971年 福島弘和 - 「稲穂の波」、「ラッキードラゴン〜第五福竜丸の記憶」、「百年祭」など
- 1973年 アッペルモント - 「アイヴァンホー」、「ノアの箱舟」、「ガリバー旅行記」、「交響曲第1番『ギルガメシュ』 」など
- 1973年 マッキー - 「レッドライン・タンゴ」、「翡翠」、「オーロラの目覚め」、「ワイン・ダーク・シー」など
- 1975年 福田洋介 - 「吹奏楽のための『風之舞』」、「KA-GU-RA for Band」、「さくらのうた」など
- 1975年 八木澤教司 - 「吹奏楽のための音詩『輝きの海へ』」など
- 1978年 樽屋雅徳 - 「マゼランの未知なる大陸への挑戦」、「マードックからの最後の手紙」など
- 1979年 高橋宏樹 - 「イギリス民謡による行進曲」、「ストリート・パフォーマーズ・マーチ」など
- 1980年 清水大輔 - 「原石の未来」、「セレブレイト」など
- 1983年 片岡寛晶 - 「天馬の道〜吹奏楽のための」 、「鳥之石楠船神～吹奏楽と打楽器群のための神話」、「マカーム・ダンス～ウインド・アンサンブルのために」など
- 1983年 片岡俊治 - 「On The March」、「木曜日の行進曲」など
- 1983年 薮田翔一 - 「Fanfare Rubato」、「Pulse」、「Ambition」など
- 1986年 和田直也 - 「オリオンの冒険者たち」など
- 1989年 芳賀傑 - 「Le ciel dégradé se dissout à la surface de l'eau (水面に映るグラデーションの空)」など

## 作曲賞、作曲コンクール
権威ある団体や著名な吹奏楽団が主催する、吹奏楽曲を対象として表彰を行う作曲賞や、公募による作曲コンクールも存在する。
- オストウォルド賞(現 スーザ/ABAオストウォルド賞)（米国）
アメリカ吹奏楽指導者協会（英語: American Bandmasters Association）（ABA）により、1956年から毎年開催されている、もっとも歴史ある吹奏楽作曲賞の一つ。2011年に後藤洋が「ウィンド・アンサンブルのためのソングズ」で受賞。
- ウィリアム・レヴェリ作曲コンテスト（米国）
全米吹奏楽協会（National Band Association、NBA）が主催し、1977年から毎年開催される。
- ウォルター・ビーラー記念作曲賞（米国）
イサカ大学音楽学校が主催し、1987年から隔年で開催される。
- サドラー国際吹奏楽作曲賞（米国）
ジョン・フィリップ・スーザ財団（英語: John Philip Sousa Foundation）により、1983年から隔年で開催されていた。
- バーバラ・ビュールマン作曲コンテスト（米国）
毎年12月にアメリカのシカゴで開催されている世界最大の器楽教育会議であるミッドウェスト・クリニック（英語: Midwest Clinic）の中で、優勝作品が初演される34歳以下を対象とした作曲コンテスト。偶数年は中学生バンド向け作品部門、奇数年は高校生バンド向け作品部門。2020年に小田実結子が「Dawn(夜明け)」で中学生バンド向け作品部門 優勝、2024年に下田和輝が「Thawing」で中学生バンド向け作品部門 優勝。
- フランク・ティケリ国際作曲コンテスト（米国）
アメリカの楽譜出版社マンハッタン・ビーチにより、カテゴリー1（グレード1-2）、カテゴリー2（グレード3-4）の2部門で開催される。入選作はマンハッタン・ビーチから出版される。
- クー・ド・ヴァン国際交響吹奏楽作曲コンクール（フランス）
2006年に真島俊夫が「鳳凰が舞う-印象、京都 石庭 金閣寺」で、2018年に芳賀傑が「水面に映るグラデーションの空」でグランプリを受賞。
- ハレルベケ国際吹奏楽作曲コンクール（ベルギー）
日本からも応募があり、松平頼暁らが入賞している。
- コルチャーノ国際吹奏楽作曲コンクール（イタリア）
コルチャーノの観光協会とコルチャーノ市により、毎年開催される。日本からは西邑由記子が応募し入賞している。
- 世界吹奏楽協会(WASBE)国際作曲コンテスト
世界吹奏楽協会により、2017年より2年おき(2022年からは毎年)に開催される。2019年に岡村雄之典が「Lamento d’introduction et Scène de prière」で第3部門「管弦楽における管楽合奏」第3位を受賞、2023年に清水大輔が「空を削るもの」で第2部門「グレード3-4の吹奏楽」最終選考、2024年に清水大輔が「ZAPPING」で第2部門「グレード4-4.5の吹奏楽」佳作を受賞。
- 東京佼成ウインドオーケストラ作曲コンクール
東京佼成ウインドオーケストラにより、2006年と2009年に開催された。
- 朝日作曲賞
朝日新聞社および全日本吹奏楽連盟により、毎年開催される。入選作品は原則として全日本吹奏楽コンクールの課題曲となる。
- 全日本吹奏楽連盟作曲コンクール
全日本吹奏楽連盟が創立70周年を記念して、2008年に朝日作曲賞とは別に新たに創設した。第1位作品は翌年度の全日本吹奏楽コンクールの課題曲Vに設定される。
- 日本管打・吹奏楽学会作曲賞
日本管打・吹奏楽学会活動の一環として、小学校・中学校・高等学校の吹奏楽活動における様々な編成（小編成〜大編成、管楽器を含む自由な編成）に対応する新しいレパートリーの開発と普及や、優秀な作曲家の育成を目的としている。
- JBA下谷賞
日本吹奏楽指導者協会により、毎年開催された。2007年からは「21世紀の吹奏楽実行委員会」が主催する「響宴」の作品から選考された。2020年から2022年までは新型コロナウイルス感染症の世界的流行 (2019年-)により作品募集を中断する。その後JBAが独自に作品募集と選考を行っている[2]。
- 笹川賞創作曲コンクール
日本国民音楽振興財団(現 日本音楽財団)の目的である「アマチュア音楽の振興」の趣旨に則り、日本人による作曲を奨励し、それらの曲をこの分野のアマチュアに普及させ、併せて新人作曲家の登竜門にしようと制定された創作曲コンクールである。1974年度から1993年度まで19回実施された[3]。
- 福島市古関裕而作曲コンクール
<趣旨> 「古関裕而のまち・ふくしま」の進展と発展に加え、昭和から現代にまで歌い継がれる名曲を生み出した古関裕而の功績をレガシーとして継承し、次世代を担う作曲家の育成と世界へ羽ばたく機会を創出するため、100年の計としてのコンクールを開催する。
<目的> 優秀な作品を発掘し、全国の多くの吹奏楽団体で演奏されるレパートリーの開拓を目指す。
- SHOBI吹奏楽作曲コンクール
尚美ミュージックカレッジ専門学校が主催。高校生、または高等学校を卒業した方で、音楽関連分野への進学を検討中の方を対象。